# José Ramírez
José Enrique Ramírez (Baní, 17 settembre 1992) è un giocatore di baseball dominicano, terza base per i Cleveland Guardians della Major League Baseball (MLB).

## Carriera
Ramírez firmò come free agent amatoriale il 26 novembre 2009 con i Cleveland Indians. Debuttò nella MLB il 1º settembre 2013, al Comerica Park di Detroit contro i Detroit Tigers, entrando in campo come sostituto corridore nel nono inning, e segnando un punto sul grande slam della vittoria battuto da Mike Aviles. Nel 2014 iniziò la stagione nelle minor league ma fu richiamato a maggio e iniziò a giocare regolarmente come interbase dopo che gli Indians cedettero Asdrúbal Cabrera. 
 La sua stagione terminò con una media battuta di .262.

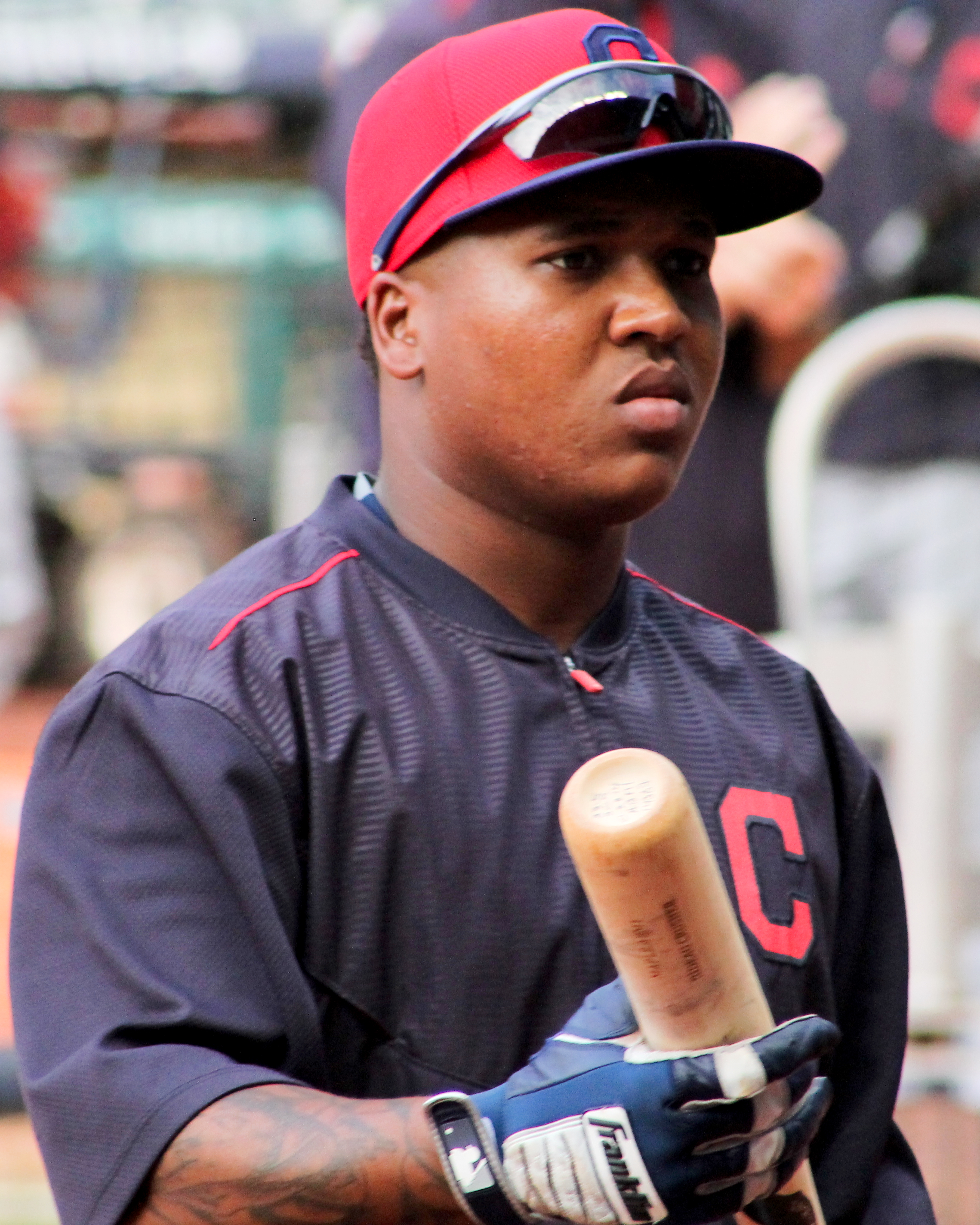
Ramirez nel 2015

Nel 2015, Ramírez e gli Indians faticarono nella prima metà della stagione ma questi si riprese a settembre battendo con .280 e ad ottobre in cui colpì 21 valide. Nel 2016 iniziò ad imporsi all'attenzione generale, con la squadra che raggiunse le World Series 2016, perse contro i Chicago Cubs, in cui segnò un fuoricampo in gara 5.

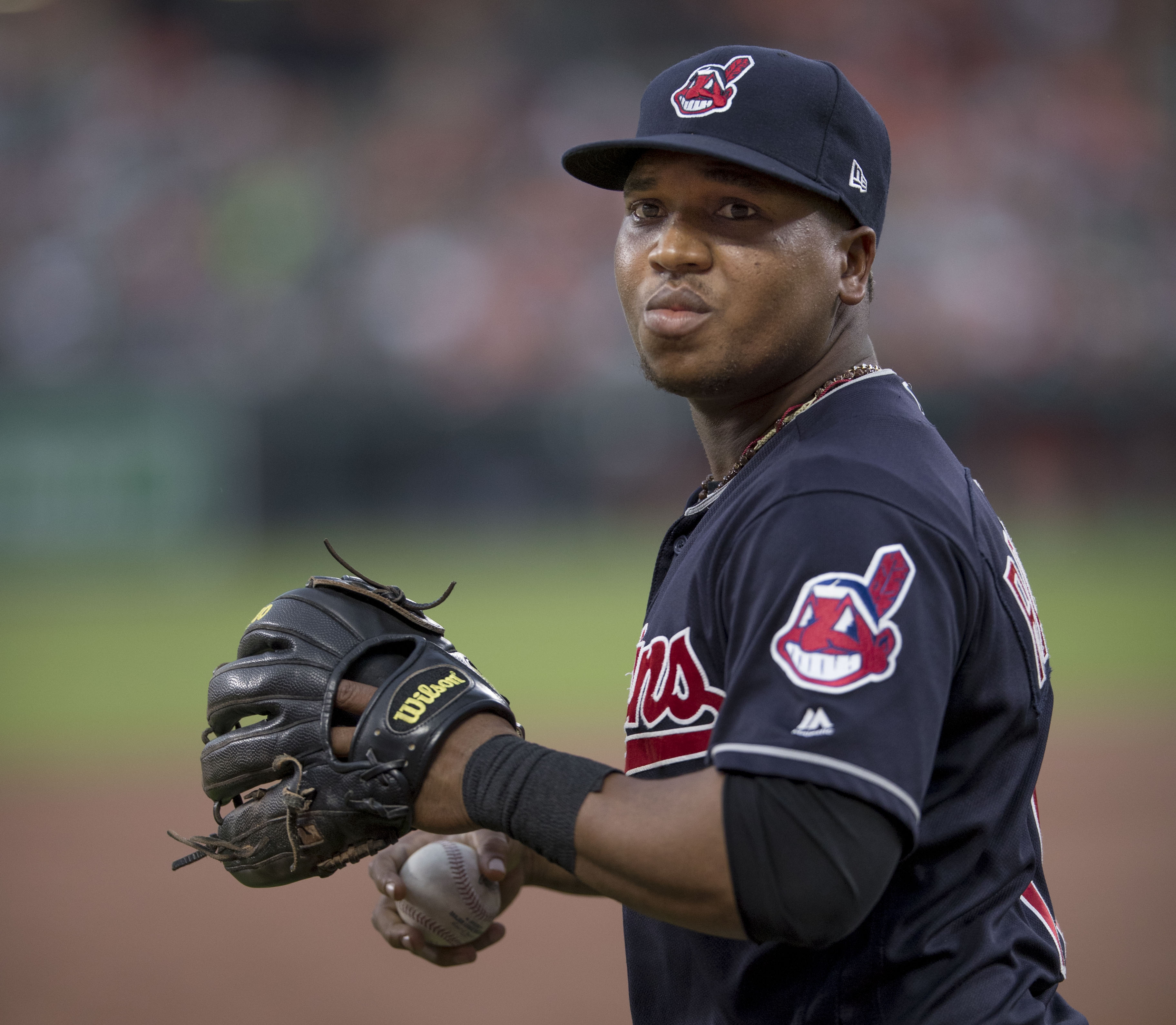
Ramirez nel 2017

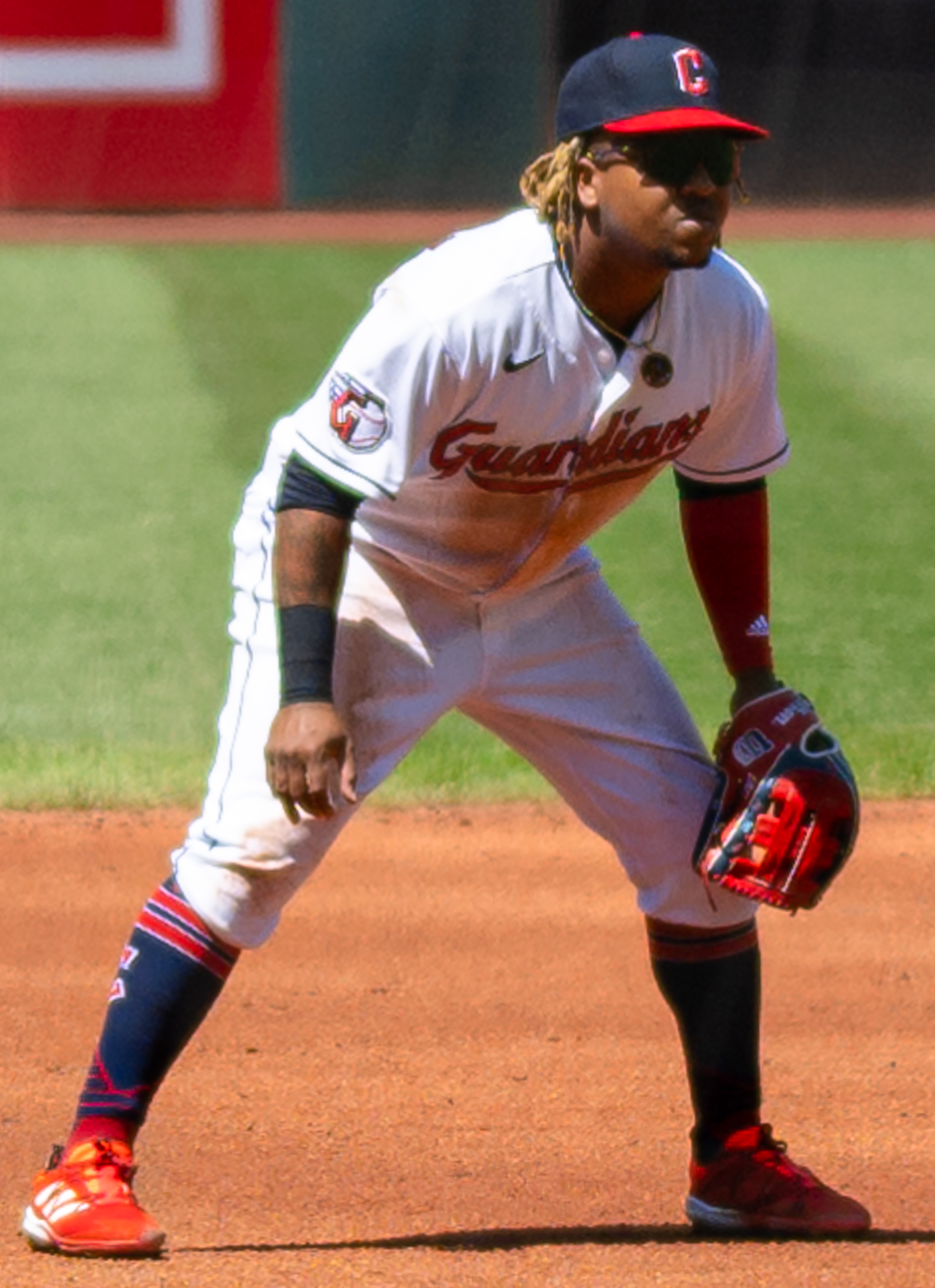
Ramirez nel 2022

Il 28 marzo 2017, Ramírez firmò un rinnovo contrattuale quinquennale del valore di 26 milioni di dollari.. A livello personale fu la stagione della consacrazione: a giugno ebbe una striscia di nove gare consecutive con più di una valida e il 2 luglio fu convocato per il primo All-Star Game della carriera come terza base titolare. Quando Jason Kipnis si infortunò il 9 luglio fu spostato in seconda base per il resto dell'anno. Il 3 settembre, contro i Detroit Tigers, Ramírez pareggiò un record della MLB con 5 battute da extra base, 3 doppi e 2 fuoricampo. A fine anno fu premiato con il suo primo Silver Slugger Award e si classificò terzo nel premio di MVP dell'American League dopo avere chiuso con una media battuta di .318, 29 fuoricampo e 87 RBI.

## Palmarès
- MLB All-Star: 3

2017, 2018, 2021
- Silver Slugger Award: 3

2017, 2018, 2020
- Giocatore del mese: 2

AL: luglio 2018, settembre 2020
- Giocatore della settimana: 4

AL: 18 giugno 2017, 3 settembre 2017, 15 luglio 2018, 19 settembre 2021